# Carcharhinus sealei
El tiburón alinegro (Carcharhinus sealei) es una especie de elasmobranquio carcarriniforme de la familia Carcharhinidae .

## Morfología
Los machos pueden alcanzar los 100 cm de longitud total.

## Distribución geográfica
Se encuentra desde África Oriental hasta China y Australia.